# Cinema Sound Works
Cinema Sound Works株式会社（シネマサウンドワークス）は、日本のポストプロダクション会社。映画、テレビ、ストリーミング物の録音、音響効果などの音声制作をメイン業務とし、映像の編集や加工も行っている。
福島音響の後継会社であり、長い歴史を持つ。

## 概要
長年にわたって営業していた福島音響の代表者・福島幸雄が引退することに伴い、事業継続のため新規資本で立ち上げたのが当該会社である。代表取締役は、旧福島音響のスタッフである中山隆匡が務めている。
前会社の福島音響と同様、録音から音響効果〜MIXまで一貫して行うことが可能であり、低予算映画の製作にとって強い味方となっている。

## スタッフ

### 役員
- 中山隆匡（代表取締役）
- 岩丸恒（取締役）
- 小宮元（取締役）
- 中山ゆかり（監査役）

### 録音
- 西條博介
- 加藤詩織
- 鈴木健太郎
- 渡邊丈彦
- 斎藤泰陽
- 東凌太郎
- デルリウ・ジェロ
- 内藤和冬
- 森史夏
- 大森円華
- 冨山侑起
- 橋本航太郎
- 深田晃

### 音響効果
- 渋谷圭介
- 浦川みさき
- 岡部泰輝
- 廣中桃李

### 編集
- 菅原彩花
- 原みさほ
- 小林由加子

### 営業デスク
- 佐藤麻衣子